# Diagramma punctata
Diagramma punctata är en fiskart som beskrevs av Cuvier, 1830. Diagramma punctata ingår i släktet Diagramma och familjen Haemulidae. Inga underarter finns listade i Catalogue of Life.